# 變裝皇后
變裝皇后，或扮装皇后、易装皇后、异装者，指透过穿女性服装来扮演女性的男性。异装有很多种表现形式，有些是想效法展示女性之美，近代則多為行為藝術家的其中一種獨特表演裝扮。

## 誤解
从解剖学的角度，对于那些认为自己真实性别是女性，而穿女性服装并外貌展現為女性的生理男性，称他们为变性者或性转换者（transsexuals），而不是變裝皇后。

## 字源变化
變装皇后这个字实际上是王后（Queen）这个字的一个变体。Queen这个字的使用频率不高，是对有浓重女性气质的男同性恋的带有嘲笑意味的称呼，该意义从19世纪（或者更早）时开始被使用。和其他的贬抑性词汇一样，当一些非同性恋者使用queen这个词时，常常带有侮辱的性质。但在一些同性恋圈内使用这个字时，皇后却是带有喜爱和赞赏的性质。一部分同性恋不喜欢被称为queen，不管是谁使用这个字，因为这个词意味着“女人气”。从这个意义上，queen这个字可能是褒义的，也可能是贬抑的，这取决于谁在使用，取决于被这么称呼的人。由於「Queen」一詞在漢語常誤翻成「皇后」而非「王后」，故漢語多稱為「變装皇后」。
和许多针对同人的俚语一样，如莫莉（molly），从性的意义上，王后最初（可能在18世纪的时候）被用来称呼那些放荡的女性或者妓女。在英国，因为鸡奸被认为和女气的男性以及妓女有着直接的关系，王后逐渐被使用来指称鸡奸者。到1900年的时候，这个字正式出现在英国俚语中。